# Bisdom Sioux City
Het bisdom Sioux City (Latijn: Dioecesis Siopolitana) is een rooms-katholiek bisdom met als zetel Sioux City, in de Amerikaanse staat Iowa. Het bisdom is suffragaan aan het aartsbisdom Dubuque. 

## Geschiedenis
Het bisdom werd opgericht op 15 januari 1902, uit delen van het aartsbisdom Dubuque. 

## Parochies
Het bisdom had in 2022 een oppervlakte van 37.164 km2 en telde 464.361 inwoners waarvan 18,9% rooms-katholiek was.

## Bisschoppen
- Philip Joseph Garrigan (21 maart 1902 - 14 oktober 1919)
- Edmond Heelan (8 maart 1920 - 20 september 1948; hulpbisschop sinds 21 december 1918)
  - Thomas Lawrence Noa (coadjutor: 22 februari 1946 - 20 augustus 1947)
- Joseph Maximilian Mueller (20 september 1948 - 15 oktober 1970; coadjutor sinds 20 augustus 1947)
- Frank Henry Greteman (15 oktober 1970 - 25 januari 1983; hulpbisschop sinds 14 april 1965)
- Lawrence Donald Soens (15 juni 1983 - 28 november 1998)
- Daniel Nicholas DiNardo (28 november 1998 - 16 januari 2004; coadjutor sinds 19 augustus 1997, kardinaal in 2007)
- Ralph Walker Nickless (10 november 2005 - heden)

## Galerij van afbeeldingen

Wapen van het bisdom
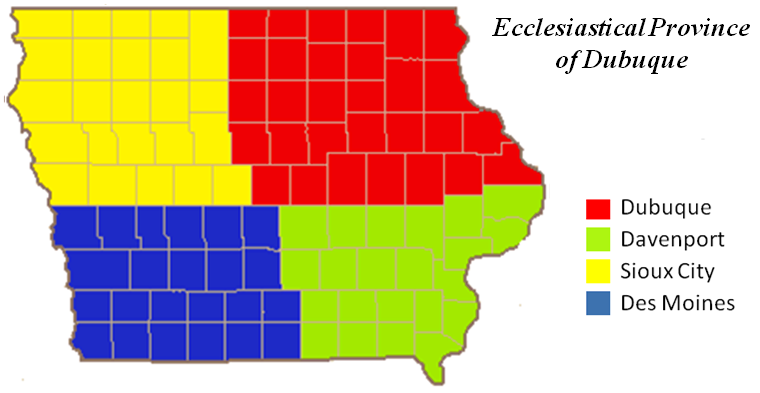
Kerkprovincie met aartsbisdom en suffragane bisdommen
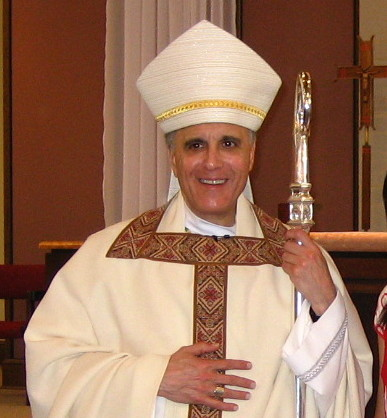
Bisschop Daniel Nicholas DiNardo (1998-2004), kardinaal in 2007

Dubuque (aartsbisdom) · Davenport · Des Moines · Sioux City